# Lindsay Taylor
Lindsay Corine Taylor (ur. 20 maja 1981 w Poway) – amerykańska koszykarka, występująca na pozycji środkowej.
Występowała także w polskich klubach Energa Katarzynki Toruń (2007–2008) i KSSSE AZS PWSZ Gorzów Wielkopolski (2008–2009). Druga pod względem wzrostu koszykarka w historii polskiej ligi (po Małgorzacie Dydek).

## Kariera sportowa
Koszykówkę rozpoczęła uprawiać w szkole średniej. Była zawodniczką szkolnej drużyny w Chandler (Arizona), a od 1999 występującej w NCAA UC Santa Barbara. Po ukończeniu college'u została wybrana w drafcie 2004 przez zespół Houston Comets, ale następnie odstąpiono ją drużynie Phoenix Mercury, gdzie w sezonie 2004 zagrała w pięciu spotkaniach. W sezonie 2006 wystąpiła w dwóch meczach przedsezonowych w barwach Seattle Storm, a po roku przerwy, w 2007 została zawodniczką Washington Mystics, w którym ostatecznie nie zagrała jednak w żadnym meczu.
Poza grą w WNBA, występowała bez większych sukcesów w tureckim Botasspor Adana (2005/2006, wiosna 2007), koreańskim Shinsegae Cool Cats (czerwiec-lipiec 2006), Lattes-Maurin Montpellier (jesień 2006), a w 2007 trafiła na dwa sezony do Polski. W pierwszym (2007/2008) grała w barwach  Energi Katarzynki Toruń, w drugim (2008/2009) w KSSSE AZS PWSZ Gorzów. Z gorzowską drużyną sięgnęła po wicemistrzostwo Polski.
Po opuszczeniu Polski występowała we francuskim Nantes-Rezé (2009–2010, 2011) i chińskim Beijing Great Wall (2010–2011).
W reprezentacji Stanów Zjednoczonych zdobyła srebrny medal w Igrzyskach Panamerykańskich (2003).

## Osiągnięcia

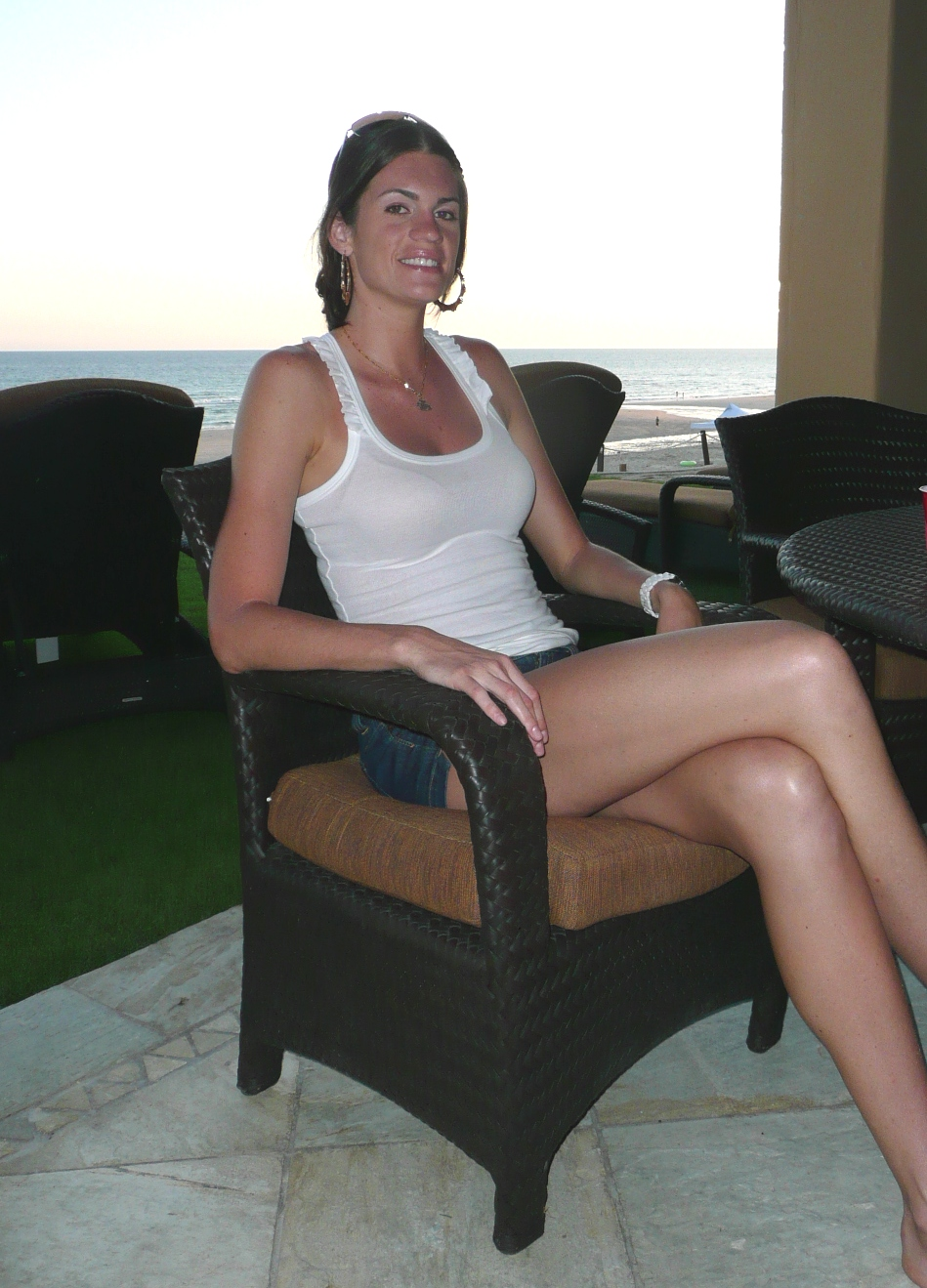
Taylor w 2009.

Na podstawie, o ile nie zaznaczono inaczej.
NCAA
- Uczestniczka rozgrywek:
  - Sweet 16 turnieju NCAA (2004)
  - II rundy turnieju NCAA (2002–2004)
  - turnieju NCAA (2000–2004)
- Mistrzyni sezonu regularnego konferencji Big West (2001–2004)
- Zawodniczka roku konferencji Big West (2003)
- MVP turnieju Big West (2002–2004)
- Najlepsza pierwszoroczna zawodniczka Big West (2001)
- Zaliczona do:
  - I składu turnieju:
    - Big West (2001–2004)
    - WomensCollegeHoops.com Ram Holiday Classic (2002)

  - II składu Big West (2001, 2002)
  - składu:
    - honorable mention All-America (2003 przez Associated Press)
    - "Mid-Major" All-American (2003 przez Full Court Press)
    - Kodak District 8 All-American (2003)
- Liderka:
  - Big West w:
    - blokach (2001, 2002)
    - skuteczności rzutów z gry (2001–2003)

  - wszech czasów uczelni UC Santa Barbara w:
    - punktach
    - blokach
    - skuteczności rzutów z gry

Drużynowe
- Wicemistrzyni Polski (2009)

Indywidualne
- MVP kolejki FGE (11 – 2007/2008)[2]
- Liderka:
  - strzelczyń:
    - PLKK (2008 – całego sezonu, włącznie z play-off)
    - francuskiej ligi LFB (2010)

  - w blokach:
    - chińskiej ligi koszykówki WBCA (2011, 2012)
    - południowokoreańskiej ligi WKBL (2015)

Reprezentacja
- Wicemistrzyni igrzysk panamerykańskich (2003)